# Regionalflughafen Del Norte County

i7
i11
i13
Der Del Norte County Regional Airport (auch Jack McNamara Field IATA-Code: CEC, ICAO-Code: KCEC) ist ein öffentlicher Flughafen 3 km nordwestlich von Crescent City im Del Norte County, Kalifornien in den Vereinigten Staaten.

## Flughafendaten
Er hat zwei Asphaltpisten: eine mit 1524 m Länge und 46 m Breite und eine mit 1525 m Länge und 46 m Breite. Die Fläche des Flughafens beträgt 220 ha. Die Seehöhe beträgt 19 m.

## Geschichte
Der Del Norte County Airport wurde Ende 1942 vom Del Norte County im Einvernehmen mit der Civil Aeronautics Administration gebaut. Die Anlage wurde im September 1944 von der Marine als Naval Outlying Field Crescent City gepachtet. Die militärische Nutzung beschränkte sich auf Notlandungen und Starts. Der Pachtvertrag mit Del Norte County wurde im Februar 1947 gekündigt. Der Flugplatz wurde während des Zweiten Weltkriegs als Naval Outlying Field, Crescent City zur Unterstützung der Naval Air Station Alameda genutzt. und ein Marineradiosender in Point Saint George. Zur Funküberwachung wurde Hochfrequenzpeilung (HFDF) eingesetzt. Diese Standorte entlang der Küste konnten japanische Kriegsschiffe und Handelsschiffe bis in den Westpazifik verfolgen.
Im Jahr 1950 flogen Douglas DC-3 von Southwest Airways nach San Francisco, z. B. Crescent City – Eureka/Arcata – Fort Bragg/Mendocino – Ukiah – Santa Rosa – Vallejo/Napa – Oakland – San Francisco. Southwest Airways änderte ihren Namen in Pacific Air Lines, die im Jahr 1959 DC-3 oder Martin 4-0-4 flog: Crescent City – Eureka/Arcata – San Francisco; Crescent City – Eureka/Arcata – Ukiah – Santa Rosa – San Francisco; oder Crescent City – Eureka/Arcata – Redding –  Red Bluff – Chico – Marysville/Yuba City – Sacramento – San Francisco. Außerdem nonstop zwischen Crescent City und Medford, Oregon. Bis 1964 flog Pacific Air Lines Fairchild F-27 und Martin 4-0-4 nach Crescent City auf ähnlichen Multistop-Strecken nach San Francisco und nonstop nach Portland. 1968 fusionierte Pacific Air Lines mit Bonanza Air Lines und West Coast Airlines zur Air West, die 1970 ihren Namen in Hughes Airwest änderte. Alle Air West-Flüge zum Flughafen im Jahr 1968 waren Fairchild F-27. 1972 flog Hughes Airwest mit F-27 San Francisco – Eureka/Arcata – Crescent City – North Bend, Oregon  – Corvallis, Oregon – Portland, Oregon –  Astoria, Oregon – Tacoma, Washington – Seattle. 1980 bediente Hughes Airwest den Flughafen nicht mehr, da die F-27 ausgemustert worden waren.
Mehrere Zubringerfluggesellschaften bedienten den Flughafen. 1976 flog Eureka Aero Industries mit Cessna 402 nonstop nach Eureka/Arcata und weiter zum Flughafen Murray Field in Eureka. WestAir bediente den Flughafen in den frühen 1980er Jahren und flog 1985 mit Cessna 402 nonstop nach Eureka/Arcata und weiter nach Sacramento. WestAir bot auch Anschlussflüge über Eureka/Arcata oder Sacramento nach San Francisco an. WestAir wurde durch eine Code-Sharing-Vereinbarung mit United Airlines zu einer United Express-Fluggesellschaft und flog ab 1994 mehrmals täglich mit BAe Jetstream 31 Crescent City – Eureka/Arcata – Sacramento – San Francisco.  In den späten 1990er Jahren wurde WestAir durch SkyWest Airlines ersetzt, die 1999 als United Express vom Flughafen aus nonstop und direkt mit Embraer EMB-120 Brasilias zum San Francisco International Airport verkehrte.
Im Jahr 2007 flog SkyWest als United Express weiterhin Embraer EMB-120 nonstop nach San Francisco und Eureka/Arcata mit direkten One-Stop-Flügen nach Sacramento. SkyWest stellte 2015 alle United Express-Verbindungen nach Crescent City ein. Ab August 2017 verkehrte die einzige verbleibende Passagierfluggesellschaft, die von PenAir mit Saab 340 über eine Code-Sharing-Vereinbarung mit Alaska Airlines geflogen wurde, nonstop zum Portland International Airport in Oregon. Dieser Dienst endete, nachdem PenAir Insolvenz angemeldet hatte.
Am 28. Februar 2018 gab Contour Airlines bekannt, dass sie ab dem 11. April 2018 einen Embraer ERJ-135-Regionaljet zwischen Crescent City und Oakland in Betrieb nehmen werde. Es war das erste Mal, dass Crescent City Linienflüge mit einem Düsenflugzeug durchführte.

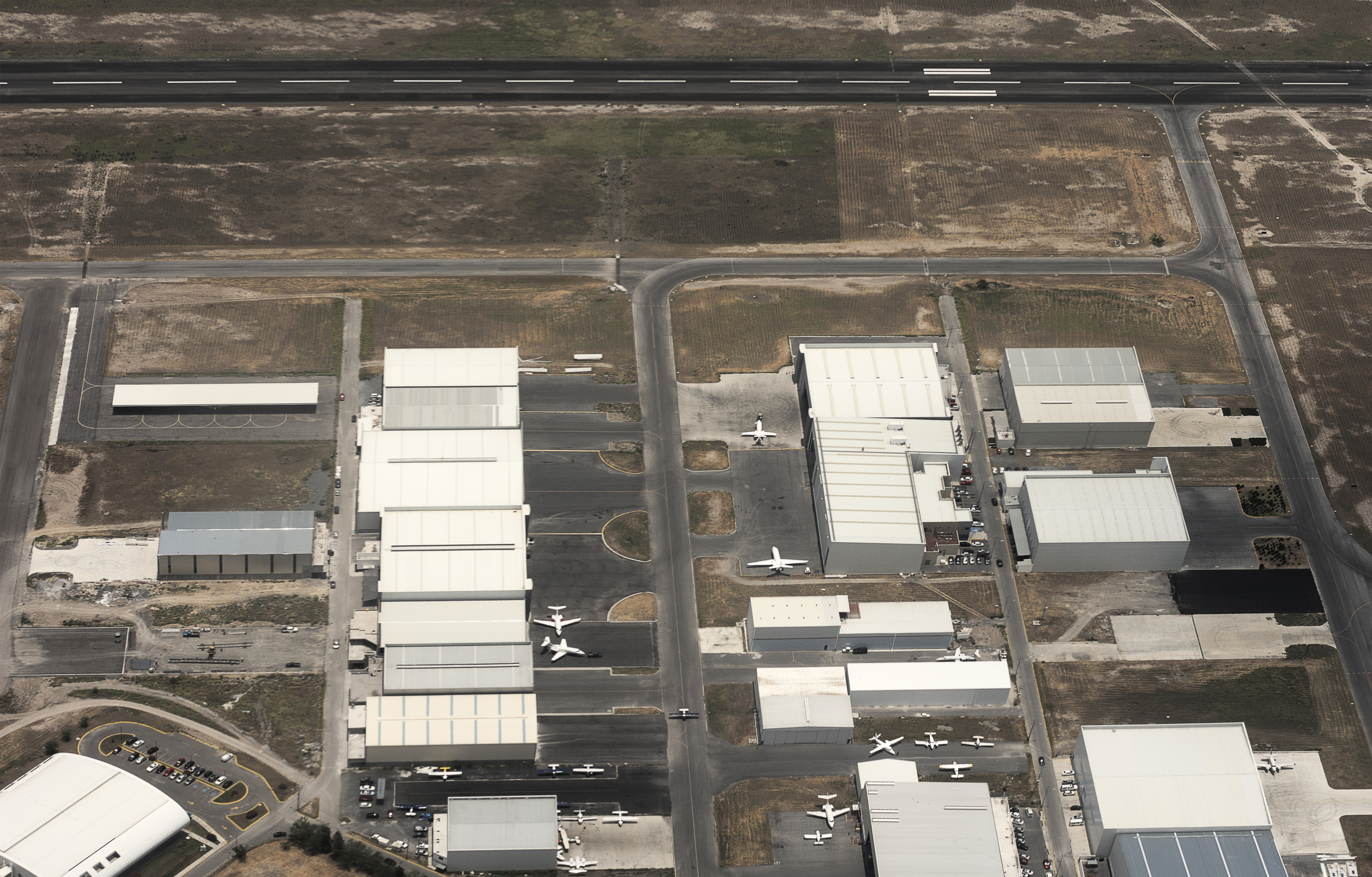

## Flugbetrieb
Im Jahre 2022 haben 12.565 Flugbewegungen stattgefunden, davon 6.200 lokale Bewegungen, 2.800 Zwischenlandungen, 3.390 Air-Taxi-Flüge und 175 militärische Flüge. 11 einmotorige und 6 zweimotorige Flugzeuge waren 2022 hier stationiert.
Die wichtigsten Fluggesellschaften für den Flughafen sind Contour Airlines und American Airlines.